# Вулиця Качинського (Одеса)
Вулиця Качинського — одна із вулиць Одеси, розташована в історичному центрі. Пролягає від вулиці Дерибасівської до перетину вулиць Н. Строкатої, Польської і Польського узвозу. Вулиця названа в честь президента Польщі, Леха Качинського, родичі якого на даний час мешкають в Одесі. Як окрема вулиця існує з 2010 року, до цього була частиною Польської.

## Історія
Вулиця проходить по лівому схилу Карантинної балки, де ще на початку 19-го століття почали селитись поляки. Саме від перших поселенців вулиця і дістала у 1820 році свою першу назву — вулиця Польська. Із приходом до влади більшовиків назву вулиці було змінено у 1924 році в честь начальника штабу Червоної гвардії, уроженця Одеси, Мойсея Кангуна. Існує наказ від 5 вересня 1946 року про перейменуванні вулиці Герцена в Польську, однак документів про надання вулиці назви Герцена немає. У 1948 році вулиці було повернено назву Кангуна. 4 травня 1961 року назву вулиці було змінено на честь італійського революціонера, Джузеппе Гарібальді, який юнгою побував в Одесі. 18 липня 1994 вулиці було повернено історичну назву.

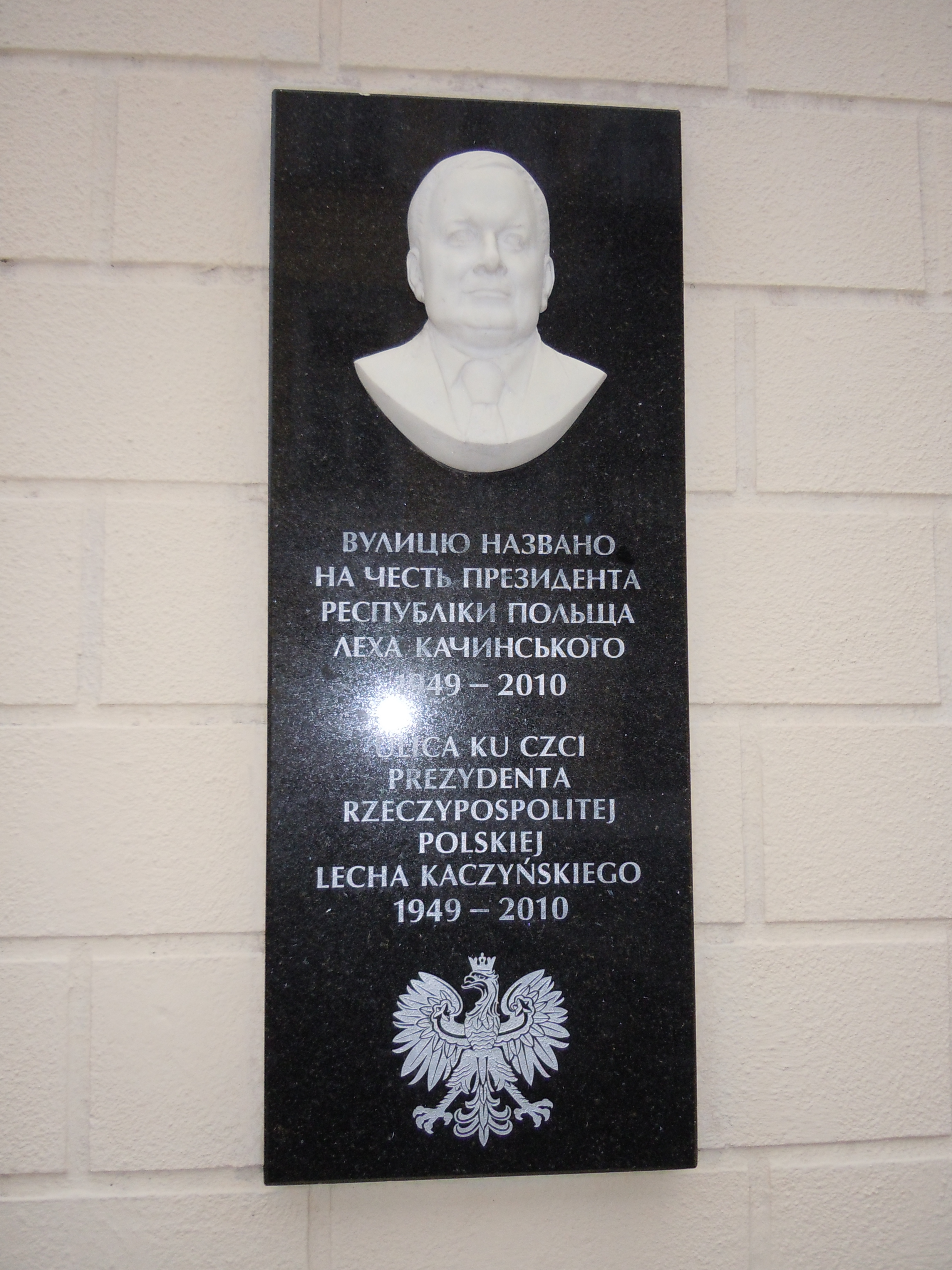
Меморіальна табличка Леху Качинському, на будинку № 3

Після катастрофи Ту-154 в Смоленську, під час якої загинув президент Польщі, Лех Качинський, частину вулиці Польської від Дерибасівської до Н. Строкатої було перейменовано в честь Леха Качинського.